# B83

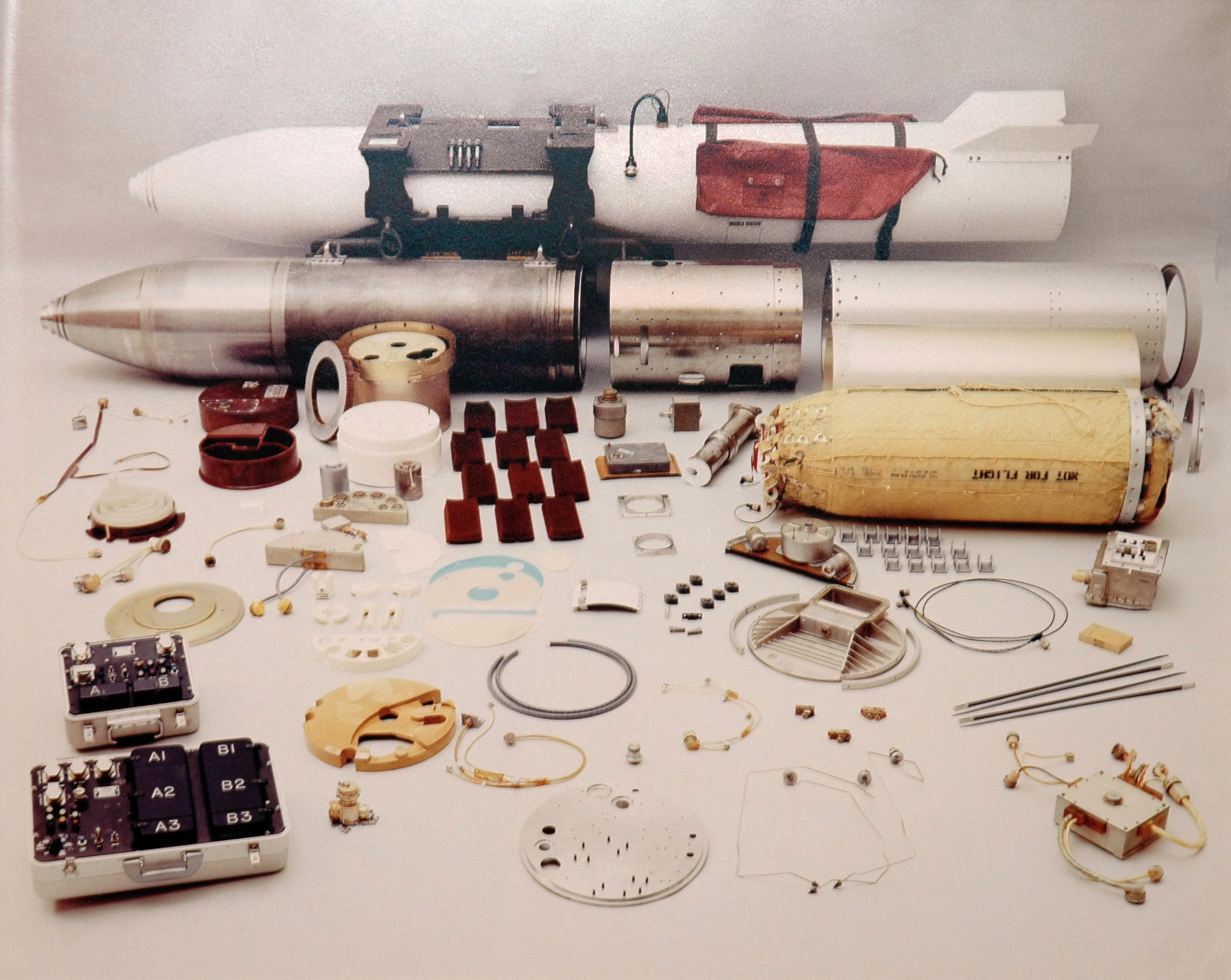
as peças internas da B83.

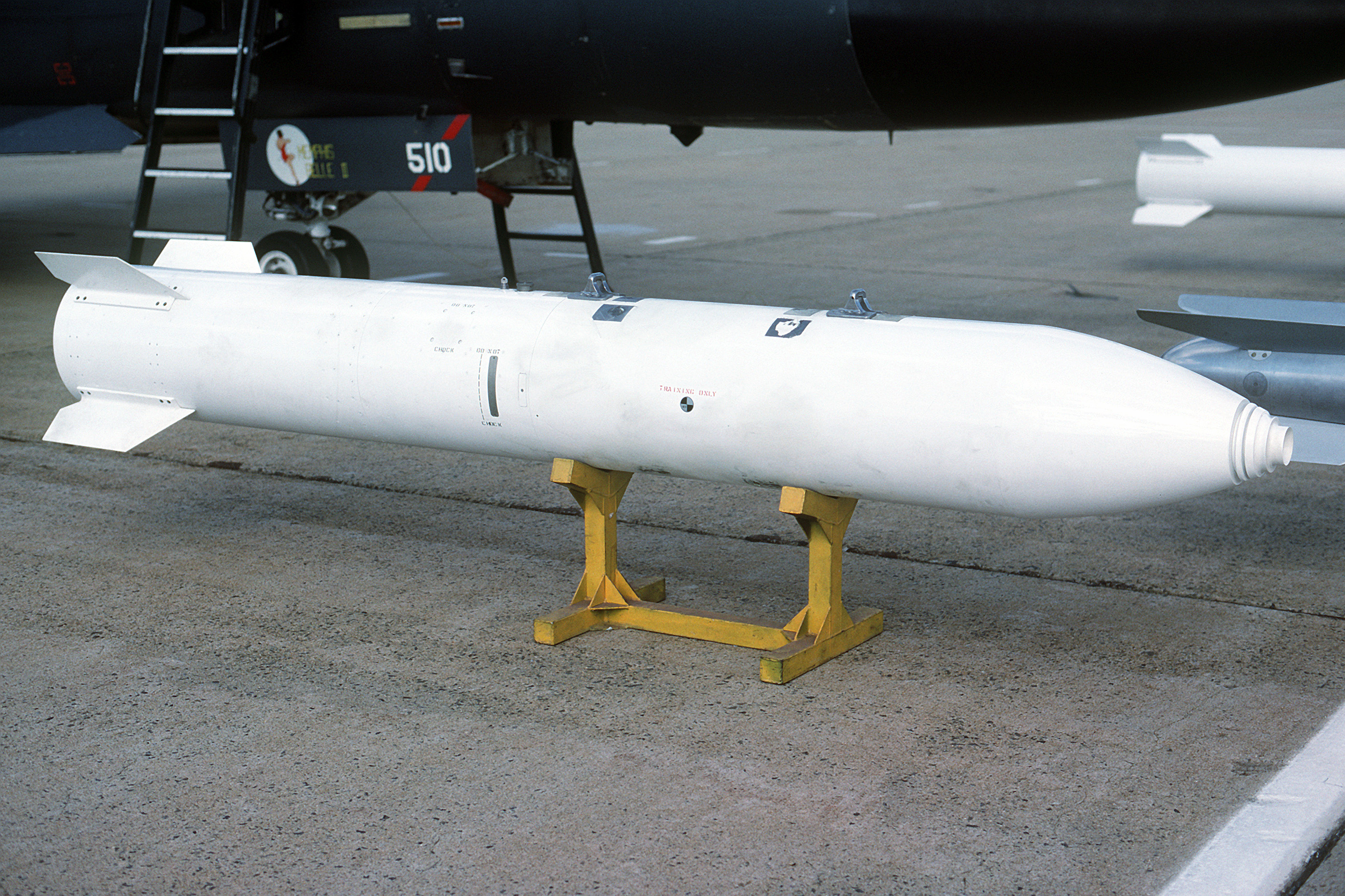
uma B83 pronta para ser usada.

B83 é uma linha de bombas termonucleares de rendimento variavel de combate dos Estados Unidos da América, desenvolvida em nos anos 70 ao mesmo tempo da W87 no Laboratório Nacional Lawrence Livermore.
Sua produção começou em 15 de dezembro de 1984, substituindo modelos anteriores com o B28 e B42, foi feita desde o seu princípio para que evitasse a explosão acidental.
Ela tem 3,67 metros de comprimento, um diâmetro de 45,7 centímetros (18 polegadas) e pesa 1 100 quilogramas(2 400 libras), o seu rendimento é de 1,2 megatons(1 200 000 toneladas de TNT).

## Utilizações
Ela foi uma das primeiras armas antiabrigos subterrâneos contra bombas nucleares, também chamadas de bombas de penetração.
Ela também poderia ser usada contra asteróides que ameaçariam a segurança do Planeta Terra.